# NGC 1110
NGC 1110 ist eine Spiralgalaxie vom Hubble-Typ Sm im Sternbild Eridanus am Südsternhimmel. Sie ist schätzungsweise 58 Millionen Lichtjahre von der Milchstraße entfernt und hat einen Durchmesser von etwa 50.000 Lichtjahren.

Im selben Himmelsareal befinden sich u. a. die Galaxien NGC 1082, NGC 1084, NGC 1108.
Das Objekt wurde am 21. Dezember 1886 von dem Astronomen Francis Preserved Leavenworth entdeckt.